# 400 mètres féminin aux Jeux olympiques d'été de 1972 (athlétisme)
Navigation
Mexico 1968 Montréal 1976
L'épreuve du 400 mètres féminin aux Jeux olympiques de 1972 s'est déroulée du 2 au 7 septembre 1972 au Stade olympique de Munich, en République fédérale d'Allemagne.  Elle est remportée par l'Est-allemande Monika Zehrt qui établit un nouveau record olympique en 51 s 08.

## Résultats

### Finale
| Rang               | Athlète          | Pays                 | Temps   | Notes |
| ------------------ | ---------------- | -------------------- | ------- | ----- |
| Médaille d'or      | Monika Zehrt     | Allemagne de l'Est   | 51 s 08 | OR    |
| Médaille d'argent  | Rita Wilden      | Allemagne de l'Ouest | 51 s 21 |       |
| Médaille de bronze | Kathy Hammond    | États-Unis           | 51 s 64 |       |
| 4                  | Helga Seidler    | Allemagne de l'Est   | 51 s 86 |       |
| 5                  | Mable Fergerson  | États-Unis           | 51 s 96 |       |
| 6                  | Charlene Rendina | Australie            | 51 s 99 |       |
| 7                  | Dagmar Käsling   | Allemagne de l'Est   | 52 s 19 |       |
| 8                  | Györgyi Balogh   | Hongrie              | 52 s 39 |       |

## Légende
Records et Performances
- AR : Record continental (area record)
- CR : Record des championnats (championship record)
- MR : Record du meeting (meet record)
- NR : Record national (national record)
- OR : Record olympique (olympic record)
- PR : Record paralympique (paralympic record)
- PB : Record personnel (personal best)
- SB : Meilleure performance personnelle de la saison (season's best)
- WL : Meilleure performance mondiale de l'année (world leader)
- WJR : Record du monde junior (world junior record)
- WR : Record du monde (world record)

Circonstances et Conditions
- DNF : N'a pas terminé (did not finish)
- DNS : N'a pas pris le départ (did not start)
- DQ : Disqualification (disqualification)
- NM : Aucun essai valable enregistré (No Mark)
- Q : Qualifié « directement » au prochain tour (ou à la prochaine compétition), lors d'une compétition majeure, grâce au classement ou à la réalisation des minima (automatic qualifier)
- q : Qualifié au prochain tour (ou à la prochaine compétition), lors d'une compétition majeure, grâce au repêchage ou à la réalisation de l'une des meilleures performances parmi celles des « non qualifiés directement » (grâce au meilleur temps ou à la meilleure distance par exemple) (secondary qualifier)